# Iglesia de Santa María (Gatica)
La iglesia de Santa María es un edificio situado en el municipio español de Gatica, en la provincia de Vizcaya.

## Descripción
El edificio se encuentra en el municipio español de Gatica, perteneciente a la provincia de Vizcaya, en la comunidad autónoma del País Vasco. Se menciona como iglesia parroquial del lugar en el octavo volumen del Diccionario geográfico-estadístico-histórico de España y sus posesiones de Ultramar de Pascual Madoz, donde aparece descrita con las siguientes palabras: «La igl. parr. (Santa Maria), fundada en el siglo XV y reedificada en 1708, es matriz de la de San Martin de Lanquiniz, y se halla servida por 4 beneficiados, uno de los cuales reside en la hijuela».